# Jurōjin

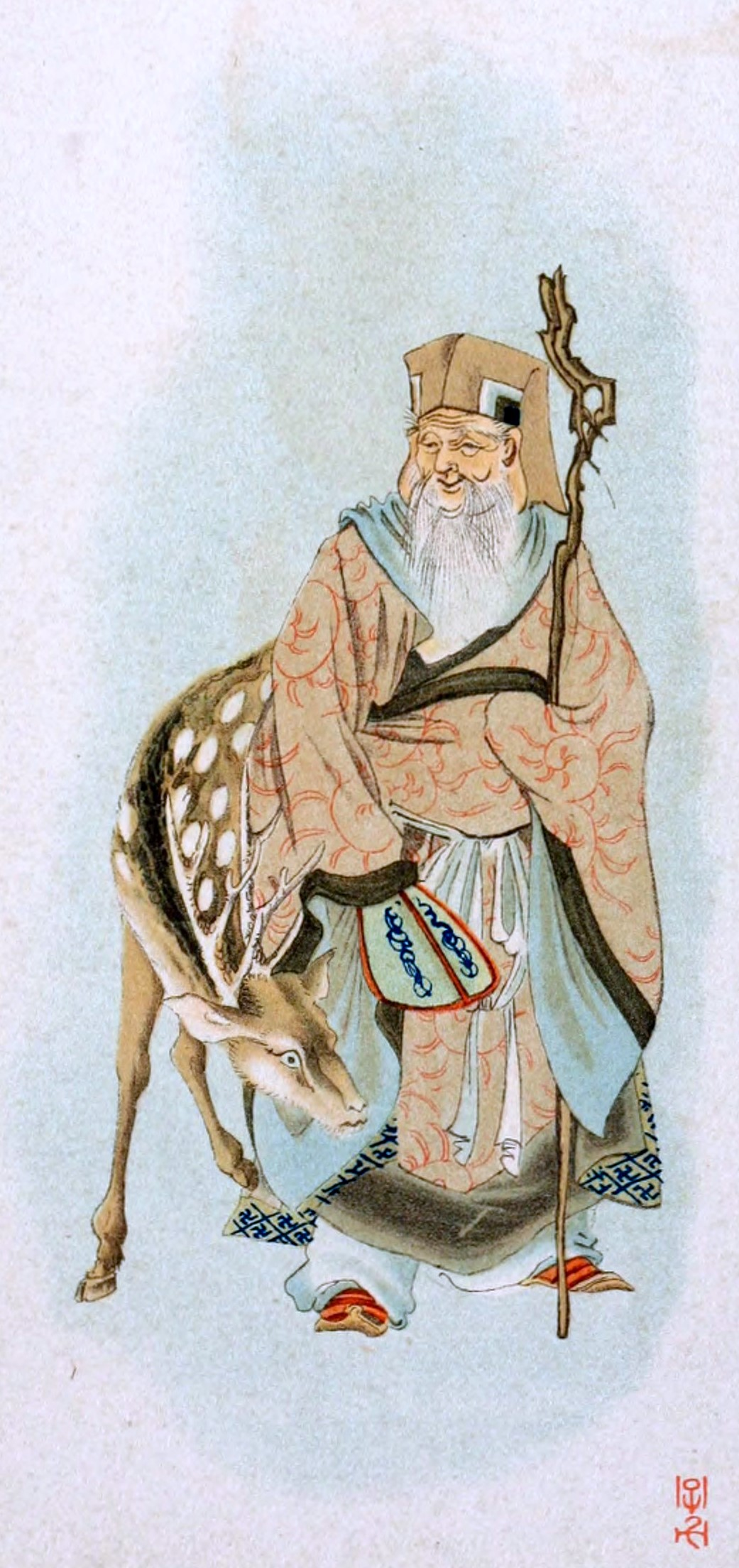
Jurōjin

Jurōjin (寿老人?), conosciuto anche con il nome di Gama è una delle Sette Divinità della Fortuna (shichifukujin 七福神), personaggi della mitologia giapponese. Le altre divinità sono Ebisu, Daikoku, Benzaiten, Bishamonten, Fukurokuju e Hotei. Si tratta della divinità della longevità.

## Raffigurazione
Viene raffigurato come un anziano sempre sorridente, con una lunga barba bianca e calvo, porta un bastone e un ventaglio. Spesso viene dipinto in compagnia di un cervo, simbolo di longevità.